# Wólka (gromada w powiecie lipnowskim)
Wólka – dawna gromada, czyli najmniejsza jednostka podziału terytorialnego Polskiej Rzeczypospolitej Ludowej w latach 1954–1972.
Gromady, z gromadzkimi radami narodowymi (GRN) jako organami władzy najniższego stopnia na wsi, funkcjonowały od reformy reorganizującej administrację wiejską przeprowadzonej jesienią 1954 do momentu ich zniesienia z dniem 1 stycznia 1973, tym samym wypierając organizację gminną w latach 1954–1972.
Gromadę Wólka z siedzibą GRN w Wólce utworzono – jako jedną z 8759 gromad na obszarze Polski – w powiecie lipnowskim w woj. bydgoskim, na mocy uchwały nr 24/8 WRN w Bydgoszczy z dnia 5 października 1954. W skład jednostki weszły obszary dotychczasowych gromad Wólka i Szczekarzewo ze zniesionej gminy Narutowo w powiecie lipnowskim oraz obszar dotychczasowej gromady Likiec ze zniesionej gminy Rogowo w powiecie rypińskim w tymże województwie. Dla gromady ustalono 16 członków gromadzkiej rady narodowej.
10 kwietnia 1956 (z mocą obowiązującą wstecz od 29 lutego 1956) z gromady Wólka wyłączono część wsi Likiec o powierzchni 572,34, włączając ją do gromady Rogowo w powiecie rypińskim w tymże województwie.
Gromadę zniesiono 1 stycznia 1969, a jej obszar włączono do gromady Skępe w tymże powiecie.